# Majdan Mętowski
Majdan Mętowski is een plaats in het Poolse district  Lubelski, woiwodschap Lublin. De plaats maakt deel uit van de gemeente Głusk en telt 180 inwoners.